# 尾崎康元
尾崎 康元（おざき こうげん、1962年11月24日 - ）は、日本のアートディレクター、デザイナー、フォトグラファー。愛知県名古屋市出身。
「渋谷のラジオ・渋谷のシネマ」MC担当。

## 経歴
- 桑沢デザイン研究所ビジュアルデザイン科卒／イメージフォーラム映像研究所卒
- コダマコーポレーション出版編集部（asobist）に所属[2]。
- 2023年6月より株式会社TMP（TAIYOU MEDIA PLANNING）のメンバーとして活動。

### 写真展
- BEST WORKS 2006 : A Group Exhibition BEST WORKS（2006年　会場：PUNCTUM京橋）
- Royal Cabaret Party Kogen Photo Exhibition（2007年 2008年　会場：渋谷 青い部屋）
- Design･Festa vol.25 （2007年　会場：東京ビッグサイト）
- 記憶の向こう側（2008年　会場：原宿 TRAVEL CAFE BLISS）
- 東京写真研究倶楽部 写真展『ヒミツ』（2014年　会場：オリンパスギャラリー東京）[3][4]
- 空想CINEMA WORLD（2015年　会場：南青山 BAR CUT）[5][6]
- Flow　（2016年　会場：南青山 BAR CUT）
- FlowM　（2017年　会場：南青山 BAR CUT）
- 空想CINEMA WORLD 2　（2018年　会場：南青山 BAR CUT）
- In a slight sleep　（2019年　会場：南青山 BAR CUT）
- 御手洗啓示探偵事務所（2021年　会場：カフェ＆ダイニング　グデン）

### 書籍
- HIGEism（2009年　We出版）アートディレクター／フォトグラファー（書籍前半ページ）
- 東京写真研究倶楽部（2013年　We出版）アートディレクター／フォトグラファー（P30-31）
- 東京写真研究倶楽部 No.2（2015年　We出版）アートディレクター／フォトグラファー（P22-25）

### 映画
- 「丑刻ニ参ル」(2015年) 宣伝デザイン
- 「一人の息子」(2018年) スチール＆宣伝デザイン＆ 出演[7]
  - 2018年7月20日（金）上映後に、谷健二監督と、ゲストに写真家の高井哲朗を招いて3人でトークショーを行った[8]。
- 「恋するアンチヒーロー THE MOVIE」(2019年) 宣伝デザイン
- 「渋谷シャドウ」(2019年) プロデューサー
- 「元メンに呼び出されたら、そこは異次元空間だった」（2021年）宣伝デザイン
- 「さよなら　グッド・バイ」（2021年）スチール＆宣伝デザイン
- 「終わりが始まり」（2022年）一般公開時のポスター・チラシデザイン

### 舞台
- 「政見放送」（2022年）宣伝カメラマン＆デザイン
- 「ハイスクール・ハイ・ライフ」（2022年）宣伝カメラマン＆デザイン

### CDジャケット
- Royal Cabaret 「noirscope」「Vertigo Doll」「Waltz」　撮影
- REMINGS 「両手を広げて」「THIS IS LOVE」　撮影＆デザイン
- REI 「Just as you are!」「soothing」「vivid」　撮影＆デザイン
- The Bookmarcs「BOOKMARC MELODY」「SEASON」　撮影
- 優しい未来 「Limit」　撮影＆デザイン

### ラジオ
- 「渋谷のシネマ」（渋谷のラジオ[9]にて、俳優・中野歩と、毎月第一木曜日（18:00〜18:55）、俳優・中野マサアキと毎月第三木曜日（18:00〜18:55）と共にシネマを紹介。現在も放送中。
- 「SHIBUYA コネクション」渋谷のラジオにて、毎月第四金曜日に番組内（11:15〜11:30)で、シネマのコーナーを2023年３月まで担当。

### その他
- デスクトップマガジン「asobist.com」にて、インタビュー／取材、映画レビューなどの撮影・記事を担当[10][11]。